# Aulacophoroides formosana
Aulacophoroides formosana är en insektsart som först beskrevs av Takahashi, R. 1923.  Aulacophoroides formosana ingår i släktet Aulacophoroides och familjen långrörsbladlöss. Inga underarter finns listade i Catalogue of Life.